# Lázaro da Sérvia
Lázaro Hrebeljanović  ou Lazar Hrebeljanović (em sérvio:  Лазар Хребељановић) foi um príncipe da Sérvia Morávia.